# Isabelle Dourthe
Isabelle Dourthe (24 de enero de 1963) es una deportista francesa que compitió en lucha libre. Ganó tres medallas en el Campeonato Mundial de Lucha entre los años 1987 y 1994, y dos medallas en el Campeonato Europeo de Lucha, plata en 1988 y bronce en 1993.

## Palmarés internacional
| Campeonato Mundial | Campeonato Mundial  | Campeonato Mundial | Campeonato Mundial |
| Año                | Lugar               | Medalla            | Categoría          |
| ------------------ | ------------------- | ------------------ | ------------------ |
| 1987               | Lørenskog (Noruega) | Medalla de oro     | 57 kg              |
| 1993               | Stavern (Noruega)   | Medalla de plata   | 61 kg              |
| 1994               | Sofía (Bulgaria)    | Medalla de plata   | 61 kg              |
| Campeonato Europeo |                     |                    |                    |
| Año                | Lugar               | Medalla            | Categoría          |
| 1988               | Dijon (Francia)     | Medalla de plata   | 57 kg              |
| 1993               | Ivánovo (Rusia)     | Medalla de bronce  | 61 kg              |